# بینک
بینک، روستایی است از توابع بخش مرکزی شهرستان گناوه استان بوشهر ایران.

## جمعیت
این روستای تاریخی در دهستان حیات داوود قرار دارد و بر اساس سرشماری سال ۱۳۸۵ آمار رسمی جمعیت آن ۷۱نفر (۱۹خانوار) بوده و طبق سرشماری سال ۱۳۹۵ اکنون جمعیت آن ۳۹ نفر می‌باشد. اهالی این منطقه لُرتبار بوده و به زبان لری صحبت میکنند.
از ساکنین اصلی این روستا میشود به خاندان نظامی اشاره کرد